# Autorretrato com chapéu branco (Renoir)
Autorretrato com Chapéu Branco é um óleo sobre tela, 42 × 33 cm, pintado por Pierre-Auguste Renoir em 1910, guardado em coleção particular.

## Descrição
Em 1910, então com 69 anos, Renoir executou seu último autorretrato. Representa-se a meio corpo, virado de perfil para a esquerda, como a tradução pictórica de um medalhão esculpido. Sem complacência, não esconde os sinais da idade e os efeitos da doença e mostra-nos um homem velho; o rosto com traços marcados é oco, a barba espessa, mas o visual manteve a vivacidade. A elegância indumentária dos autorretratos anteriores, com lenço, chapéu ou fedora macio, dá lugar, neste último retrato da artista, a roupas mais simples, um casaco e um modesto chapéu de jardineiro em lona de algodão. Como um exemplar do movimento impressionista, esta pintura de gênero de autorretrato captura eloquentemente o rosto do artista, bem como a pincelada distinta característica do período.